# تشن لي (لاعبة كرة مضرب)
تشن لي (بالصينية: 陈莉) هي لاعبة كرة مضرب صينية، ولدت في 13 مارس 1971 في شيانغتان في الصين.

## وصلات خارجية
- تشن لي على موقع رابطة محترفات التنس (الإنجليزية)
- تشن لي على موقع الاتحاد الدولي لكرة المضرب (الإنجليزية)
- تشن لي على موقع كأس بيلي جين كينغ (الإنجليزية)
- تشن لي على موقع خلاصة التنس.كوم (الإنجليزية)
- تشن لي على موقع اللجنة الأولمبية الدولية (الإنجليزية)
- تشن لي على موقع أوليمبيديا (الإنجليزية)
- تشن لي على موقع اللجنة الأولمبية الصينية (الإنجليزية)